# Rezerwat przyrody Velký Pavlovický rybník
Rezerwat przyrody Velký Pavlovický rybník (pol. Rezerwat przyrody Wielki Staw Pawłowicki) – rezerwat przyrody w Czechach, w kraju morawsko-śląskim, w powiecie Bruntál, na północny wschód od miejscowości Hlinka. Powstał 4 czerwca 2013 na mocy rozporządzenia kraju morawsko-śląskiego nr 14/2013 i obejmuje 30,7631 ha powierzchni. Obejmuje stawy w okolicach Slezskich Pavlovic i dolinę rzeki Prudnik. Zachodnia granica rezerwatu pokrywa się z granicą polsko-czeską.
Przyczyną ochrony jest zachowanie ekosystemów wodnych i podmokłych jako ważnych siedlisk ptaków gniazdujących i migrujących, płazów i innych ważnych gatunków zbiorowisk podmokłych, a także ropuchy ogniowej (kumak nizinny).